# Franziska Hartmann
Pour les articles homonymes, voir Hartmann.
Franziska Hartmann, née en 1984 à Starnberg, est une actrice allemande.

## Biographie
Franziska Hartmann grandit dans la région de Munich. De 2004 à 2008, elle étudie le théâtre à l'Université de musique et de théâtre « Felix Mendelssohn Bartholdy » de Leipzig et de 2006 à 2008, elle acquiert une expérience pratique au Théâtre de Chemnitz.
De 2009 à 2018, elle est membre de l'ensemble du Théâtre Thalia de Hambourg.
À partir de 2007 elle interprète de nombreux rôles au cinéma et à la télévision.
En 2020 elle remporte le prix dans la catégorie actrice - rôle principal, décerné par l'Académie allemande de télévision pour son interprétation dans le film de Christina Ebelt Sterne über uns.
Elle tient le rôle principal dans la série Katharina Tempel, diffusée sur Arte à partir de 2022.
En 2023, le film Neuland reçoit le prix Grimme, dans lequel elle joue également le rôle principal.

## Vie privée
Franziska Hartmann vit avec son mari, l'acteur Pascal Houdus, à Hambourg. Le couple a deux enfants nés en 2020 et 2023.

## Filmographie (sélection)
(septembre 2024).
- 2007 : Tatort: Racheengel
- 2008 : Polizeiruf 110: Taximord]
- 2013 : Am Ende ist man tot de Daniel Lommatzsch
- 2014 : Die Zeit mit Euch
- 2016 : Über Barbarossaplatz
- 2017 : Helen Dorn: Gnadenlos
- 2017 : Tatort: Borowski und das Fest des Nordens
- 2017 : Tannbach II
- 2018 : Tatort: Déjà-vu
- 2018 : Aufbruch in die Freiheit
- 2018 : Der Mordanschlag (En deux parties)
- 2018 : Der Anfang von etwas
- 2018 : Wintermärchen
- 2019 : Danowski – Blutapfel
- 2019 : Sterne über uns
- 2019 : All my loving
- 2018 : Jupp, watt hamwer jemaht?
- 2019 : Eine fremde Tochter (téléfilm)
- 2020 : Exil (film, 2020)
- 2020 : Wahrheit oder Lüge
- 2020 : Tatort: Ich hab im Traum geweinet
- 2020 : Stralsund: Blutlinien
- 2020- : Helen Dorn (série télévisée)
  - 2020 : Kleine Freiheit
  - 2021 : Wer Gewalt sät
- 2020 : Bilderkriegerin
- 2021 : Tatort: Tödliche Flut
- 2022 : Nord bei Nordwest – Der Ring
- 2022 : Stralsund: Wilde Hunde
- 2022 : Kalt (téléfilm)
- 2022 : Neuland (mini-série, 6 épisodes)
- 2022- : Katharina Tempel (série télévisée)
  - À chacun son secret (Was wir verbergen)
  - À chacun ses peurs (Was wir fürchten)
- 2023 : Monster im Kopf
- 2023 : Polizeiruf 110: Du gehörst mir

## Prix et nominations
- 2017 : Prix spécial d'interprétation au Festival du téléfilm de Baden-Baden (avec Joachim Król et Bibiana Beglau ) pour Über Barbarossaplatz
- 2018 : Prix du livre audio allemand dans la catégorie Meilleur livre audio pour enfants pour Die furchtlose Nelli, die tollkühne Trude und der geheimnisvolle Nachtflieger (écrit par Verena Reinhardt)[5]
- 2019 : Prix de la télévision allemande dans la catégorie Meilleur téléfilm pour Aufbruch in die Freiheit
- 2019 : Caméra d'Or 2019 dans la catégorie Meilleur téléfilm pour Aufbruch in die Freiheit.
- 2020 : Nommée pour dans la catégorie Meilleure actrice dans un rôle principal pour Sterne über uns[6]
- 2020 : Prix de l'Académie allemande de télévision (DAfF) dans la catégorie Actrice – Rôle principal pour Sterne über uns
- 2023 : Prix Grimme 2023 pour Neuland dans la catégorie fiction[7]
- 2023 : Prix Robert Geisendörfer pour Kalt dans la catégorie télévision
- 2024 : Prix d'interprétation allemand 2024 dans la catégorie Premier rôle dramatique pour Monster im Kopf